# Hanadi Dscharadat
Hanadi Taisir Abdulmalik Dscharadat (arabisch هنادي تيسير عبدالمالك جردات, DMG Hanādī Taisīr ʿAbdu 'l-Mālik Ǧaradāt, nach englischer Umschrift Hanadi Tayseer Abdul Malek Jaradat; * 22. September 1975; † 4. Oktober 2003 in Haifa) war eine palästinensische Selbstmordattentäterin.
Die aus Dschenin stammende Dscharadat sprengte sich am Samstag, dem 4. Oktober 2003 bei einem Selbstmordattentat auf das Restaurant Maxim in der israelischen Stadt Haifa selbst in die Luft. 21 Menschen verschiedener Nationalität wurden getötet und 51 verletzt. Sie war der sechste weibliche Selbstmordattentäter der Zweiten Intifada und die zweite Frau, die vom Islamischen Dschihad rekrutiert wurde.
Hanadi Dscharadat war Anwältin und Mitglied des palästinensischen Islamischen Dschihad, einer islamistischen Organisation. Zufolge eines Berichts in Haaretz, der auf arabischen Medien und Interviews mit arabischen und israelischen Quellen beruhte, stimmte sie dem Attentatsplan zu, nachdem die Israelische Armee ihren Cousin Salah (34) und ihren jüngeren Bruder Fadi (25) am Abend vor ihrer Hochzeit vor ihren Augen in ihrem Heim getötet hatte. Früher, als sie 21 Jahre alt war, war bereits ihr damaliger Verlobter getötet worden.

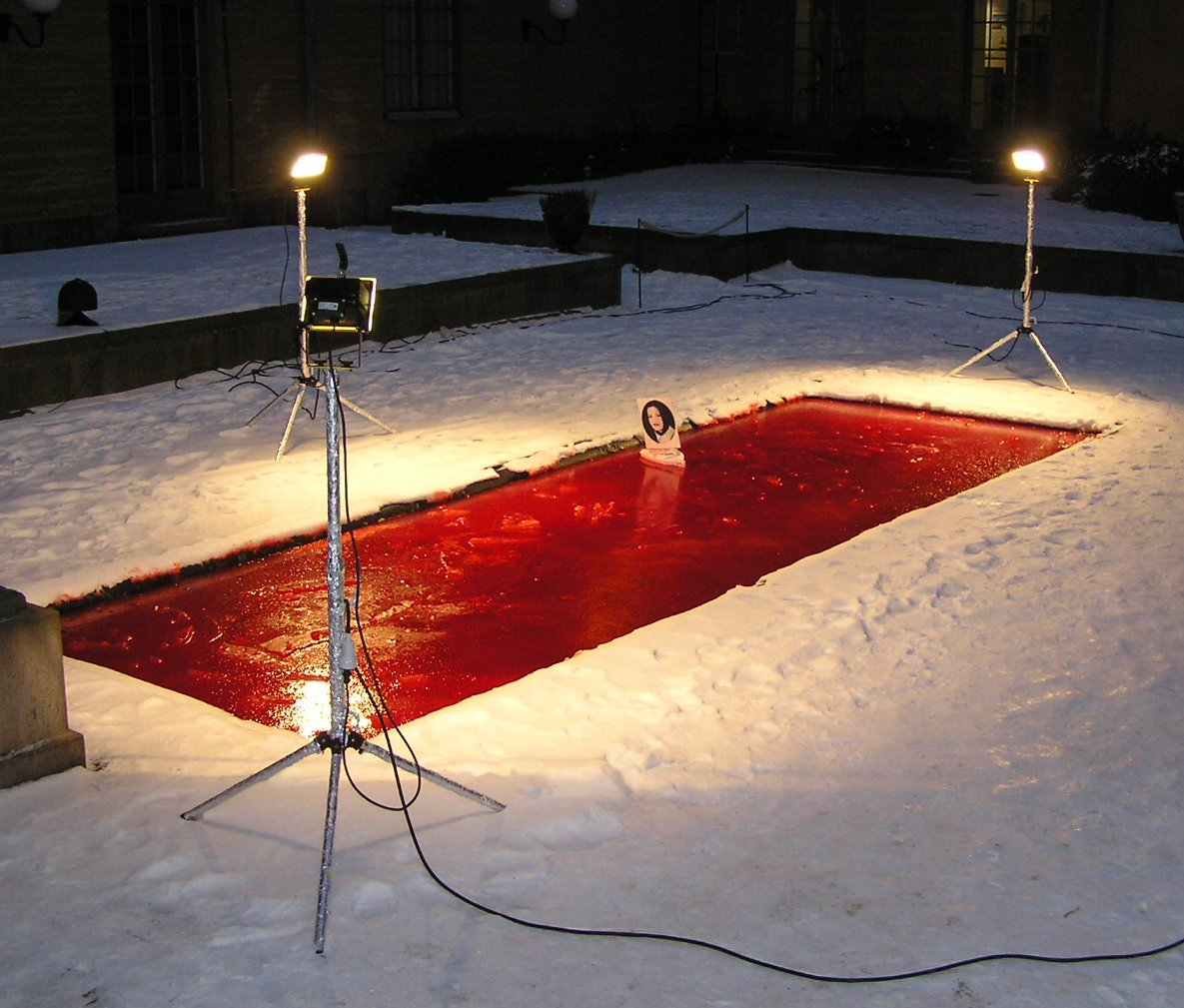
Installation Schneeweiß und der Wahnsinn der Wahrheit

Ein Foto von Dscharadat war das zentrale Element in dem Kunstwerk Schneeweiß und der Wahnsinn der Wahrheit, das vom israelischen Botschafter in Schweden, Zvi Mazel, vandalisiert wurde.